# 渡口驿乡
渡口驿乡，是中华人民共和国山東省德州市夏津县下辖的一个乡镇级行政单位。

## 行政区划
渡口驿乡下辖以下地区：
渡口驿社区、四屯社区、曲堤社区、三屯社区、二屯社区、太平庄村、殷小庄村、夏庄村、西刘堤村、闫庄村和管辛庄村。